# Leticia Oro Melo
Leticia Oro Melo, född 5 oktober 1997 i Joinville, är en brasiliansk längdhoppare som vann brons vid Världsmästerskapen i friidrott 2022 med resultatet 6,89.